# Biatló als Jocs Olímpics d'hivern de 1992
Als Jocs Olímpics d'Hivern de 1992 celebrats a la ciutat d'Albertville (França) es disputaren sis proves de biatló, tres en categoria masculina i tres més en categoria femenina. Aquesta fou la primera vegada que les dones pogueren participar en aquesta disciplina.
Les proves es realitzaren entre els dies 11 i 20 de febrer de 1992 a les instal·lacions de Les Saisies. Hi participaren un total de 196 biatletes, entre ells 116 homes i 80 dones, de 28 comitès nacionals diferents.

## Resum de medalles

### Categoria masculina
| Prova                  | Or                                                                   | Argent                                                                             | Bronze                                                               |
| 10 km. esprint detalls | Mark Kirchner                                                        | Ricco Gross                                                                        | Harri Eloranta                                                       |
| 20 km. detalls         | Yevgeniy Redkin                                                      | Mark Kirchner                                                                      | Mikael Löfgren                                                       |
| Equips detalls         | AlemanyaRicco Gross · Jens Steinigen · Mark Kirchner · Fritz Fischer | Equip UnificatValeriy Medvedtsev Alexander Popov Valeri Kiriyenko Serguei Txépikov | SuèciaUlf Johansson · Leif Andersson · Tord Wiksten · Mikael Löfgren |

### Categoria femenina
| Prova                   | Or                                                      | Argent                                             | Bronze                                                       |
| 7,5 km. esprint detalls | Anfisa Reztsova                                         | Antje Misersky                                     | Yelena Belova                                                |
| 15 km. detalls          | Antje Misersky                                          | Svetlana Petcherskaia                              | Myriam Bédard                                                |
| Equips detalls          | FrançaCorinne Niogret · Vèronique Claudel · Anne Briand | AlemanyaUschi Disl · Antje Misersky · Petra Schaaf | Equip UnificatYelena Belova Anfisa Reztsova Yelena Melnikova |

## Medaller
| Posició | País           | Or | Argent | Bronze | Total |
| 1       | Alemanya       | 3  | 4      | 0      | 7     |
| 2       | Equip Unificat | 2  | 2      | 2      | 6     |
| 3       | França         | 1  | 0      | 0      | 1     |
| 4       | Suècia         | 0  | 0      | 2      | 2     |
| 5       | Canadà         | 0  | 0      | 1      | 1     |
| 5       | Finlàndia      | 0  | 0      | 1      | 1     |
|         |                |    |        |        |       |
| Total   | Total          | 6  | 6      | 6      | 18    |